# 진가모
진가모(眞嘉謨, ?~?)는 백제 진사왕 때의 대신으로, 대성팔족 중의 하나인 진(眞)씨 출신 귀족이다.

## 개요
387년(진사왕 3) 정월, 달솔(達率)에 임명되었다. 동료 두지(豆知)는 은솔(恩率)이 되었다.
390년(진사왕 6) 9월, 왕명으로 고구려를 쳐서 도곤성(都坤城)을 함락시키고 200명을 사로잡았다. 그 공으로 병관좌평(兵官佐平)이 되었다.
진무가 398년(아신왕) 7년에 병관좌평에 새로이 임명된 것으로 보아 그 이전에 죽은 것으로 보인다.

## 가계
- 아버지 : 서산 진씨(瑞山 眞氏)
- 어머니 : 미상
  - 문신 : 진가모(眞嘉謨)

## 같이 보기
- 진무
- 진사왕
- 아신왕